# Igor Zhdanov
Igor Oleksandrovych Zhdanov (em ucraniano: Ігор Олександрович Жданов; Vinítsia, 29 de dezembro de 1967) é um político ucraniano que atuou como Ministro da Juventude e Esportes nos governos Yatsenyuk e Groysman. Zhdanov também é presidente do centro analítico Open Politics.

## Biografia
Ele foi eleito para o Conselho Supremo da Ucrânia em 2014 como membro do partido Pátria. Quando o Pátria deixou o governo de Yatsenyuk em 17 de fevereiro de 2016, Zhdanov se recusou a renunciar e, consequentemente, foi expulso do Pátria. No entanto, ele manteve sua posição no governo de Groysman, que foi instalado em 14 de abril de 2016. Ele continuou a servir como ministro até que o governo de Honcharuk foi estabelecido em 29 de agosto de 2019.